# Нішка-Баня
Нішка-Баня (серб. Нішка Бања/Niška Banja) — курорт, місто, що знаходиться в безпосередній близькості від міста Ниша у Сербії. Є центром однойменної громади. Станом на 2011 рік в Нішке-Бані проживало 4 180 чол.

## Географія
Нішка-Баня розташована за 9 км від міста Ниша, на південь від автомагістралі Ниш—Софія . Нишка-Баня розташована біля підніжжя гори Сува Планіна. Найближчий аеропорт — аеропорт Костянтин Великий.

## Історія
Вперше Нішка-Баня згадується в 448 році. У місті багато залишок та слідів античності (терми — громадські лазні) та ранньовізантійського періоду. Сент-Пруст одного разу в 1768 році зазначив, що його відкрита ванна кімната була схожа на ту, що була в Будімі. Тут навіть вирощували колись рис.
У 1920-ті роки Нішка-Баня стала активно розвиватися. У 1925 році місто електрифікували. Багато відомих людей побудували свої вілли, облаштували набережні і парки, звели комфортабельні готелі. У 1929 році з сусіднього Ниша почали курсувати трамваї. Зараз припинено трамвайний рух і туди можна дістатися автобусами і таксі.

## Лікування
Вважається, що у Нішка-Бані ефективно лікують ішемічні та судинні захворювання, підвищення артеріального тиску та ревматичні розлади. Також пропонується лікування ортопедичних травм, контроль ваги тіла, антицелюлітне лікування та післяопераційна реабілітація. Інститут Нішка-Баня оснащений сучасними обладнанням.

## Туризм
Курорт Нішка-Баня є одним з найвідоміших центрів оздоровчого туризму в Сербії. Це третій за популярністю курорт в Сербії після Врнячка-Баня та Сокобани. Він добре відомий своєю гарячою лікувальною водою, що містить радон. Тут також проводиться літній культурний фестиваль.
У Нішка-Бані є кілька готелів: Партизан, Радон, Сербія, Озрен і Терме.
Нішка-Баня володіє репутацією найстарішого бальнеологічного центру Європи.

## Міста-побратими
- Софадес, Греція